# 匈牙利和羅馬尼亞聯盟

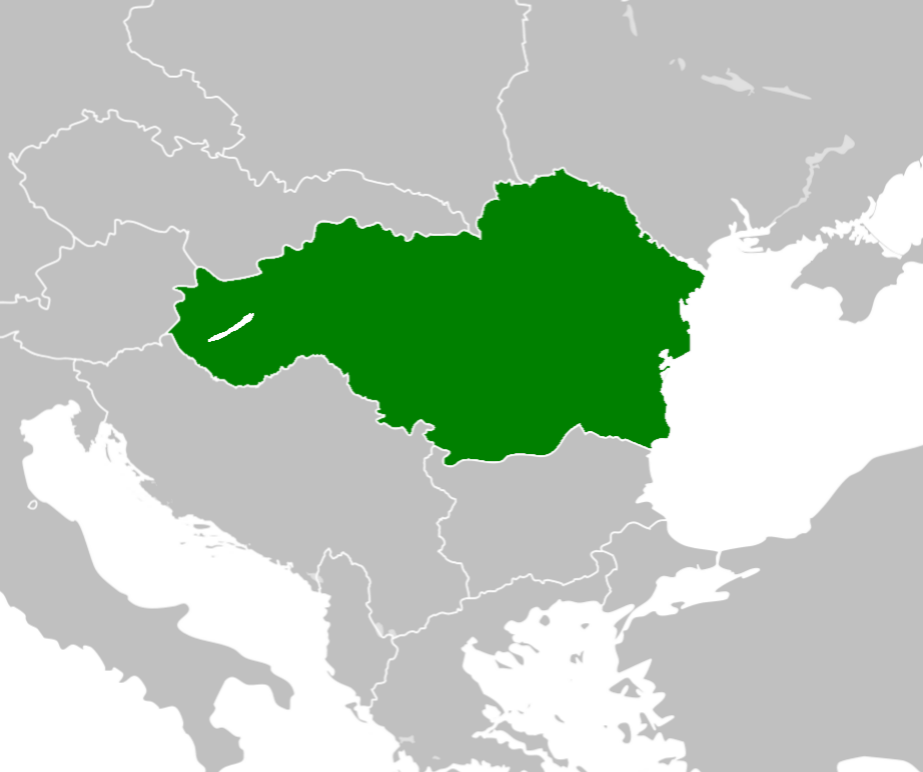
戰間期時的匈牙利-羅馬尼亞聯盟構想

匈牙利和羅馬尼亞聯盟主要在20世紀提出，多出現在戰間期。這個構想主張合併匈牙利王國和羅馬尼亞王國。這項提案在1919年至1920年最多，並持續至第二次世界大戰。